# Ölvedal (naturreservat)

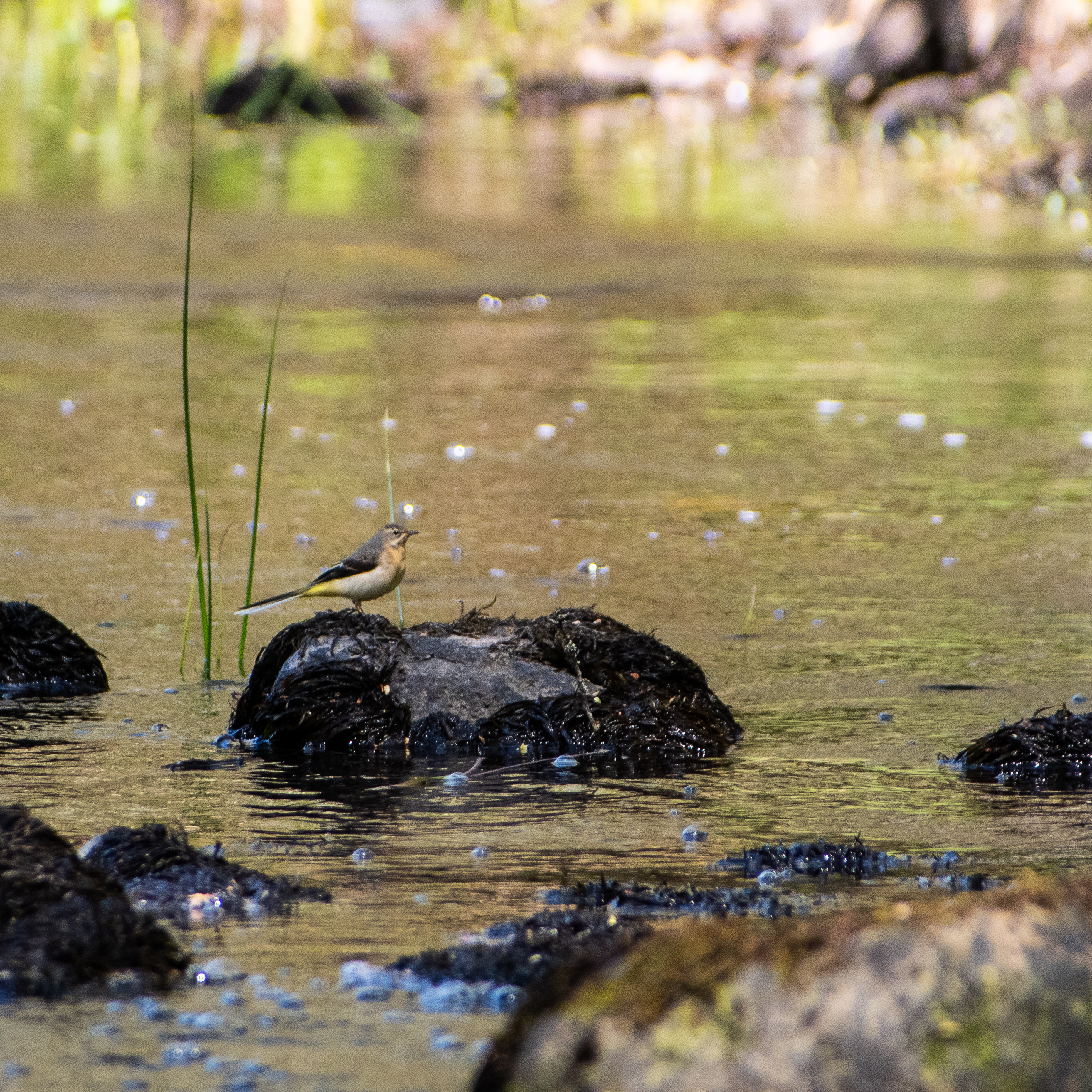
Forsärla i Manketorpsströmmen, Ölvedal

Ölvedal är ett naturreservat i Oskarshamns kommun i Kalmar län.
Området är naturskyddat sedan 2010 och är 91 hektar stort. Reservatet ligger kring sjöarna Göten och Kvarngölen och  består av  ädellövskog med ek. 